# Mahindra & Mahindra

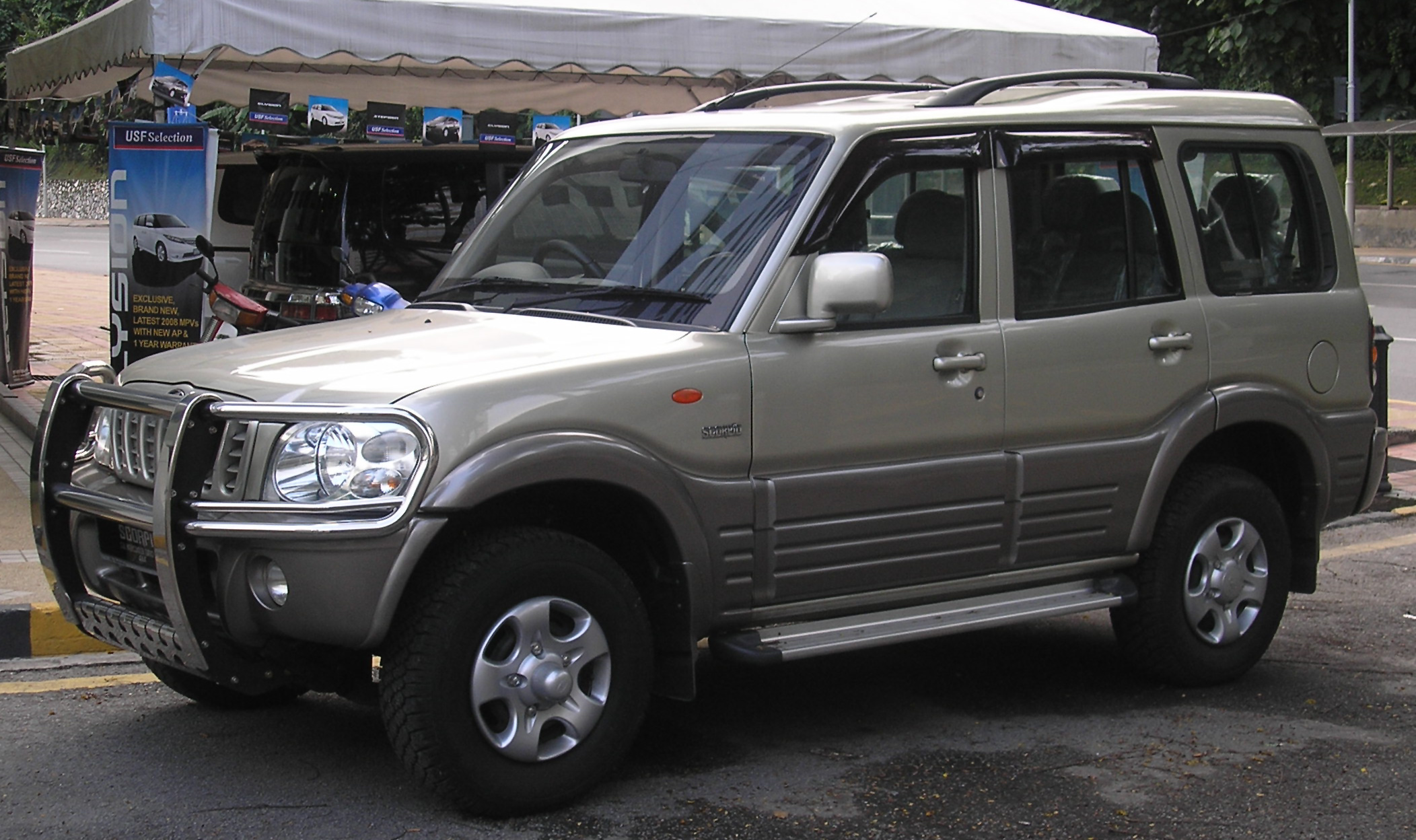
Mahindra Scorpio – czołowy model Mahindry

Mahindra & Mahindra Limited (M&M) – indyjskie przedsiębiorstwo produkujące samochody. Założone w 1945 roku jako Mahindra & Mohammed. Obecnie sztandarowa spółka grupy Mahindra Group.
W listopadzie 2010 roku Mahindra & Mahindra Limited przejęła koreańskiego producenta samochodów SsangYong Motor Company.

## Produkowane modele samochodów
- Mahindra Bolero(inne języki)
- Mahindra Bolero Camper(inne języki)
- Mahindra Maxx(inne języki)
- Mahindra MM
- Mahindra Pickup
- Mahindra Savari
- Mahindra Scorpio
- Mahindra Renault Logan (w kooperacji z Renault)
- Mahindra Xylo(inne języki)